# Сражение при Руане (946)
Сражение при Руане (фр. Bataille de Rouen (946)) — одно из сражений междоусобной войны во Франции, произошедшее в 946 году.
В 946 году, согласно Хронике Дудо Сен-Кантенского, во Франции разгорелся очередной междоусобный конфликт. С одной стороны — король Франции Людовик IV, граф Фландрии Арнуль I и император Священной Римской империи Оттон I. С другой стороны — Гуго Великий, герцог Франкский, и Ричард I, герцог Нормандский.
Первоначально коалиция попыталась захватить Париж, но потерпела неудачу. Коалиция решила отомстить, разграбив Руан и попытавшись захватить Ричарда Нормандского. Предвидя «военную прогулку», сильная немецкая армия во главе с племянником Оттона двинулась к Руану. Ричард, извещённый своими шпионами, вышел из города со своими нормандскими рыцарями, напал на противника сзади и разгромил. Норманны устроили такую резню среди немцев, что битву прозвали «Ружмар» («красная лужа», «кровавая лужа», «лужа крови»). В битве погиб и племянник Оттона.
Узнав об этой катастрофе, союзники начали осаждать Руан всеми своими силами. Оказавшись в меньшинстве, Ричард решил избавиться от своих противников по отдельности и заслал в лагерь фламандцев двойных агентов, которым удалось убедить графа Фландрского в том, что император Оттон ведет переговоры с герцогом Нормандским, не принимая во внимание мнение фламандцев. Раздраженный этим утверждением, граф Фландрский снял осаду Руана и отступил.
Затем Ричард отправил среди ночи нормандских рыцарей в вылазку на немецкие аванпосты, которым удалось посеять «панический ужас» среди врага. Явно раздосадованный своей французской кампанией, Оттон в свою очередь отступил и вернулся в Германию. Оставшись один, Людовик IV также был вынужден отступить, отбивая постоянные нападения нормандских крестьян.
Победа Гуго Великого в последующем привела к избранию его сына Гуго Капета на престол Франции.